# 施马尔卡尔登战争
施马尔卡尔登战争（德語：Schmalkaldischer Krieg），是1546年至1547年间神圣罗马帝国查理五世的军队，在阿尔瓦公爵和萨克森公爵的指挥下，与支持路德宗的施马尔卡尔登联盟直接的战争。神圣罗马帝国一方获胜。

## 簡介
联盟在军力上占优，但其领袖却缺乏能力，并无法在战争计划上达成一致。
雖然教宗保禄三世撤军并将补贴金减半，在1547年4月24日，查理的帝国军队仍然在米尔贝格战役中击溃联盟军，并俘获了诸多联盟领袖，包括约翰·弗里德里希。菲利普试图进行谈判，但被查理拒绝，于是他也于5月投降。
理论上来说，三十个城市就此回归天主教，但事实上并非如此。这一战基本上奠定了查理在这一战争中的胜局：只有两座城市仍然在进行抵抗。许多诸侯和改革者（如马丁·比塞）则逃到了英格兰，并直接对英格兰宗教改革产生了影响。
1548年，查理逼迫施马尔卡尔登联盟接受了《奥格斯堡临时敕令》中的条款。然而到了1550年代，路德宗已经在中欧站稳了脚跟，凭武力已经无法改变这一局面。藉著與法王亨利二世的聯盟（法國在1551年重新對查理五世開戰，最後一次的義大利戰爭於1559年才結束）
1552年，與查理結盟的新任薩克森選侯莫里茨出乎意料背叛，並向皇帝發起進攻，開啟了「第二次施馬爾卡爾登戰爭」（1552-1555年）。新教势力的暴升，出乎意料的反擊並取得關鍵性的小胜，迫使查理逃離蒂羅爾；疲于德意志地区三旬征战的查理，為了集中兵力對付法軍，决定對新教徒让步，签订了《帕绍合约》，给予新教徒一定的自由，并使查理在帝国内统一信仰的希望彻底破灭。三年之后的《奥格斯堡和约》则使路德宗在神圣罗马帝国中获得了正式的地位，教隨君定，一個世俗國家的王公，可以自由地決定他領土上的官方信仰是天主教或路德宗。

## 資料來源
1. ↑  Smith, Henry Preserved. The Age of the Reformation. p. 127.
2. ↑  Carroll, Warren. "A History of Christendom," Vol.IV., p.199-200.
3. ↑  Merriman, John. A History of Modern Europe, Volume One, p. 110.